# The Strand Moraines
The Strand Moraines (englisch für Die Ufermoränen) sind urzeitliche Seitenmoränen des Koettlitz-Gletschers an der Scott-Küste des ostantarktischen Viktorialands. Sie liegen am äußeren Rand des Bowers-Piedmont-Gletschers. 
Teilnehmer der Discovery-Expedition (1901–1904) unter der Leitung des britischen Polarforschers Robert Falcon Scott entdeckten sie. Scott änderte den ursprünglichen Namen „The Eskers“ in die heute geläufige Bezeichnung in Anlehnung an die Erscheinungsform.